# HK Tambow
HK Tambow (ros. ХК Тамбов) – rosyjski klub hokeja na lodzie z siedzibą w Tambowie.

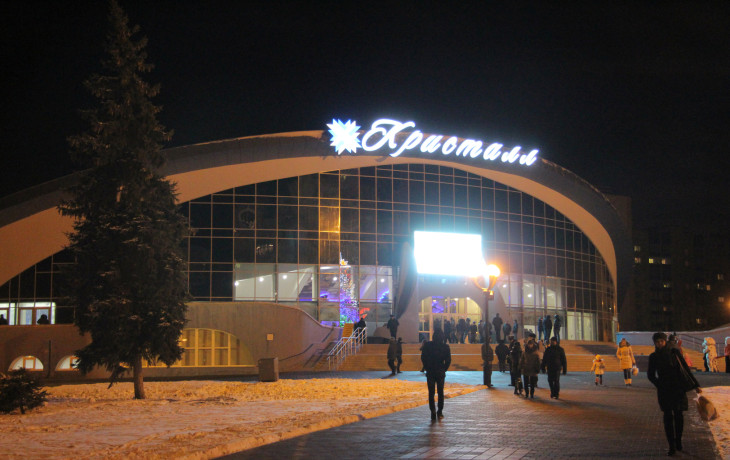
Lodowisko klubu

## Historia
Klub został założony w 2000 na fundamentach powstałego w 1981 Awangardu Tambow. Drużyna podjęła występy w trzeciej rosyjskiej klasie rozgrywkowej, od 2011 pod nazwą Rossijskaja Chokkiejnaja Liga (RHL), od 2015 w przemianowanej na Mistrzostwa Wyższej Hokejowej Ligi (WHL-B). Tambow został pierwszym historycznie zwycięzcą tych rozgrywek w 2016. Dwa lata później, w 2018 powtórzył ten sukces
W 2018 zespół został przyjęty do Wyższej Hokejowej Ligi i przystąpił do edycji WHL 2018/2019. W kwietniu 2019 nowym głównym trenerem drużyny został Aleksandr Prokopjew. Na początku marca 2020 ogłoszono jego odejście ze stanowiska. W maju 2020 nowym trenerem został Kazach Dmitrij Kramarenko. Od maja do listopada 2023 trenerem był Alaksandr Żuryk.

## Sukcesy
- Złoty medal WHL-B /  Puchar Federacji: 2016, 2018